# Кюндюдэй
Кюндюдэй (Кюндюэбей) — река в Восточной Сибири, приток реки Лена.
Длина реки — 240 км, площадь водосборного бассейна — 3910 км². Впадает в реку Лена справа на расстоянии 921 км от её устья, на 3 км выше, чем река Ииннээх.
По данным государственного водного реестра России относится к Ленскому бассейновому округу. Код водного объекта 18030900112117500004100.